# Erich von Manstein
Pour les articles homonymes, voir Manstein.
Erich von Lewinski, connu sous son nom d'adoption d’Erich von Manstein, est un militaire allemand, né le 24 novembre 1887 à Berlin et mort le 9 juin 1973 à Irschenhausen (Icking) en Bavière. Il a atteint le grade de Generalfeldmarschall pendant la Seconde Guerre mondiale.
Souvent considéré comme l'un des plus brillants généraux allemands de la Seconde Guerre mondiale, Manstein est célèbre pour ses propositions en 1939-1940 concernant le plan d'offensive contre la France et pour ses combats en URSS. Manstein s'est parfois opposé à Hitler, par exemple lors de la retraite suivant la bataille de Koursk ou en suggérant que ce soit un militaire qui dirige la guerre sur le front de l'Est.
Jugé pour crimes de guerre en 1949 à Hambourg, Manstein est condamné à 18 ans de prison, peine réduite par la suite à 12 ans. Finalement libéré en 1953, Manstein devient conseiller militaire auprès du gouvernement de la République fédérale d'Allemagne.
Ses mémoires ont contribué grandement à exonérer la Wehrmacht de toute implication dans le déclenchement de la guerre et des crimes qu'elle y a commis, créant ainsi le mythe d'une Wehrmacht aux mains propres.

## Jeunesse
Manstein est né à Berlin le 24 novembre 1887 sous le nom de Erich von Lewinski. Il est le dixième enfant d'un aristocrate prussien, le général d'artillerie Eduard von Lewinski, et le cinquième de sa mère Helene von Sperling. Sa tante, Hedwig von Sperling, et l'époux de celle-ci, le général Georg von Manstein, n'ayant pas eu d'enfant, adoptent Erich au moment de son baptême : un accord entre les deux familles a été conclu avant sa naissance.
Erich von Manstein est destiné à devenir un militaire, comme son oncle par alliance Paul von Hindenburg, époux de sa tante Gertrud Wilhelmine von Sperling. Son père biologique et son père adoptif sont tous deux des généraux prussiens, comme ses grands-pères, notamment Gustav von Manstein, qui dirigea un corps d'infanterie pendant la guerre franco-allemande de 1870.
Manstein fréquente pendant cinq ans le lycée de Strasbourg, puis passe six ans — de 1900 à 1906 — dans le corps royal prussien de cadets à Plön (province du Schleswig-Holstein) et à Berlin. Il devient ensuite porte-étendard au 3e régiment à pied de la Garde. En octobre 1913, il entre à l'Académie militaire mais, l'année suivante, la guerre interrompt sa formation d'officier d'état-major.

## Première Guerre mondiale
Lorsque la Première Guerre mondiale éclate, Manstein est Oberleutnant, servant comme Adjutant au Garde-Reserve-Regiment 2. D'abord mobilisé sur le front en Belgique pour la prise de Namur, Manstein est envoyé en province de Prusse-Orientale puis en Pologne où il est grièvement blessé en novembre 1914 dans un combat au corps à corps. Il retourne au service au printemps 1915 en tant qu'officier d'état-major du groupe d'armées Gallwitz en Pologne et en Serbie. Il sert ensuite comme Adjutant à la 12. Armee avec le grade de Hauptmann à partir de l'été, puis est affecté en 1916 à l'état-major de la 11. Armee (qui combat à Verdun), et enfin dans celui de la 1. Armee (engagée dans la bataille de la Somme). Il devient ensuite officier d'état-major chargé des opérations à la 4. Kavallerie-Division qui est aux prises en Estonie et en Courlande avec les Bolcheviks, puis est transféré en mai 1918 au même poste à la 213. Infanterie-Division se battant en France, jusqu'à l'armistice.
En raison du déclenchement du conflit, Manstein n'achève pas sa formation, profite des expériences tactiques et stratégiques du premier conflit mondial. Cependant, il s'affirme comme un expert de la guerre de mouvement, adepte de la manœuvre rapide appuyée par des unités mécanisées.
Manstein est décoré de la croix de fer de première classe et de l'ordre de la Maison de Hohenzollern.

## Entre-deux-guerres
Après la Première Guerre mondiale, l'Allemagne est en proie aux troubles politiques à la suite de la révolution allemande de 1918-1919. Manstein est marqué par ces années qui lui forgent un fort sentiment anticommuniste qui le conduira pendant la Seconde Guerre mondiale à contribuer à la guerre d'anéantissement et d'extermination contre l'URSS.
Le 10 juin 1920, il épouse Jutta Sibylle von Loesch, la fille d'un propriétaire terrien de Silésie rencontrée au début de l'année. Ils ont ensuite trois enfants : une fille, Gisela, née en 1921, et deux fils : Gero, né en 1922, et Rüdiger, né en 1929 ; Jutta meurt en 1966.

### République de Weimar
Manstein, militaire de carrière, fait partie du corps des 4 000 officiers de la Reichswehr, effectif autorisé par le traité de Versailles. Du 1er octobre 1921 au 1er octobre 1923, il commande une compagnie : la 6e de l‘Infanterie-Regiment 5. Il retrouve ensuite un poste d'état-major à la Wehrkreiskommando II (commandement de district militaire allemand) de Stettin puis, le 1er octobre 1924, à la Wehrkreiskommando IV de Dresde, où il est instructeur militaire pendant trois ans. Devenu Major le 1er février 1927, il occupe un poste d'état-major à l'Infanterieführer IV de Magdebourg à partir du 1er octobre suivant.
Le 1er septembre 1929, il passe à la section des opérations au ministère de la Reichswehr, où ses qualités le font remarquer, s'attirant notamment la jalousie de Wilhelm Keitel. Il participe au renforcement de la Reichswehr. Il effectue deux voyages en URSS en 1931 et en 1932, qui accroissent encore son anti-bolchévisme.
Le 1er octobre 1932, Manstein prend le commandement du Jägerbataillon de l'Infanterie-Regiment 4 de Kolberg. Le 1er décembre 1933, il devient Oberst ; ensuite, le 1er février 1934, il est nommé chef de l'état-major de la Wehrkreiskommando III à Berlin.

### Manstein et l'arrivée au pouvoir des nazis
Début 1933, « à l'instar de la majorité de ses camarades du corps des officiers, Manstein a accueilli avec enthousiasme la prise du pouvoir d’Adolf Hitler, l'établissement de la dictature nazie et la fin de la république de Weimar ». Mais au printemps 1934, il envoie une lettre de protestation à Ludwig Beck (chef du Truppenamt (en) de la Reichswehr, équivalent de l'État-Major général) concernant le « paragraphe aryen no 3 » de la loi allemande sur la restauration de la fonction publique du 7 avril 1933 qui entraîne l'exclusion de 70 officiers de l'Armée, parce qu'ils ont des origines juives : Manstein s'inquiète pour un lieutenant qu'il a eu sous ses ordres, mais aussi peut-être pour deux de ses neveux. Apparemment, Manstein ne s'oppose pas à l'idéologie nationale-socialiste et à ses conséquences sur le bannissement de certains, mais plutôt au fait que la loi touche des officiers déjà présents dans la Reichswehr. Sa protestation n'a pas d’effet, que ce soit dans son sens, alors qu'il est soutenu par son supérieur Witzleben, ou dans le sens opposé, c'est-à-dire à son détriment, comme l’a souhaité Blomberg. En juillet 1934, après la nuit des Longs Couteaux, s'il se réjouit de la mise à l'écart des SA, il fait partie des rares officiers qui soutiennent Fritsch dans sa demande d'une enquête sur l'assassinat de l’ancien chancelier Schleicher et de son ancien ministre adjoint de la Défense Bredow. Cette requête n'aboutit pas non plus, et Manstein n'insiste pas, sans doute rebuté par le fait d'avoir risqué sa carrière dans l’affaire du « paragraphe aryen ».

### Manstein et le réarmement massif

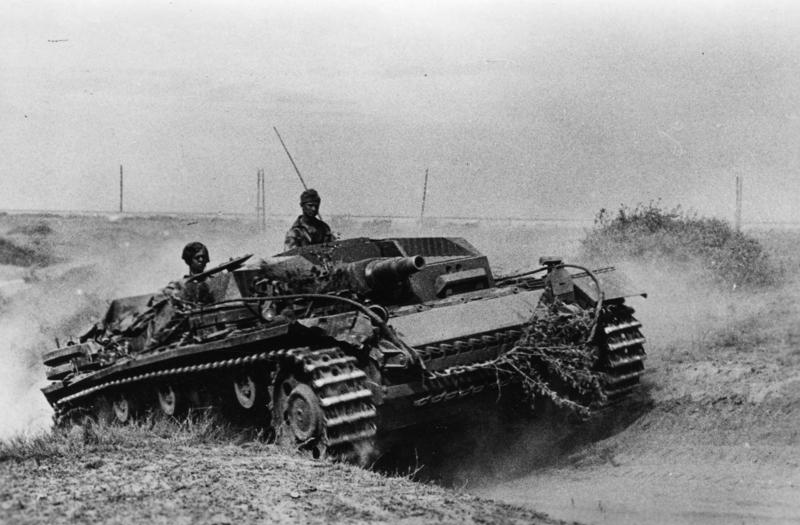
Le célèbre (StuG III), le plus produit des blindés allemands, est l'exemple même de Sturmgeschütz dont Manstein lance le concept en 1935.

Le 1er juillet 1935, il devient chef de la branche opérationnelle à l'état-major de la Heer. À ce poste il conçoit et rédige les ordres pour l'entrée des forces militaires allemandes en Rhénanie, lancée le 7 mars 1936. L'année précédente, désirant apporter un soutien offensif à l'infanterie, soutien censé lui redonner de sa mobilité, il présente à sa hiérarchie l'idée de la création d'une pièce d'artillerie (courte portée) automotrice, le Sturmgeschütz (« Canon d'assaut ») et emporte l'accord de Fritsch et Beck.
Manstein est promu Generalmajor le 1er octobre 1936 et devient quelques jours plus tard premier quartier maître (Oberquartiermeister I, ou chef de la section logistique) à l'état-major de la Heer, faisant de lui le numéro deux de cet état-major derrière Ludwig Beck. À ce titre, il prend une part active avec Fritsch et Beck à l'accroissement très important de la Wehrmacht. En particulier, le développement de la Panzerwaffe (arme blindée), selon les préceptes de Heinz Guderian, est plus l'œuvre de Manstein que de ses deux supérieurs, la Wehrmacht lève ainsi ses trois premières Panzerdivisionen. À ce poste il met au point deux plans concernant la répartition des forces allemandes dans le cas d'une guerre sur deux fronts (contre la Tchécoslovaquie et attaqué par la France à l'ouest) : Fall Rot et Fall Grün ; il participe aussi à la préparation de Fall Otto (de), qui prévoit une intervention en Autriche pour y empêcher un éventuel rétablissement de la monarchie.
Le 4 février 1938 ont lieu des changements à la tête de la Wehrmacht, à la suite de l'affaire Blomberg-Fritsch. Manstein est envoyé commander la 18. Infanterie-Division à Liegnitz (en Silésie). C'est une désillusion pour Manstein, qui espérait succéder à Beck au poste de chef d’état-major de la Heer. Manstein voit dans cette mise à l'écart l'œuvre probable de Wilhelm Keitel ou de Werner von Blomberg, mais écarte celle de Hitler. Son biographe Benoît Lemay ajoute comme possibilité Walther von Brauchitsch, le nouveau chef de l'OKH, qui n'aurait pas souhaité travailler avec Manstein du fait de sa forte personnalité et avec lequel il avait de mauvais rapports. Plus surprenant, Beck, qui aurait trouvé son subordonné trop belliqueux, aurait également cherché à l'évincer au profit de Franz Halder selon le major Nicolaus von Below, aide de camp de Hitler pour la Luftwaffe. À son poste, Manstein est effectivement remplacé par Halder, succession à l'origine de l'hostilité qui ne cessera entre les deux hommes — Beck démissionnant l'été suivant, Halder accède à son poste, celui que convoitait Manstein.
Mais les événements en Autriche rappellent temporairement Manstein à son ancienne place à l'état-major général de la Heer : le 10 mars 1938, Hitler décide d'annexer l'Autriche le 12. Le seul plan existant pour une telle opération est celui du Fall Otto. Rédacteur de ce plan, Manstein est donc alerté. Il met au point les ordres de concentration des troupes en quelques heures et rédige les ordres de marche des unités engagées dans cette opérations. L'Anschluss réalisée, il travaille à l'incorporation des forces autrichiennes au sein de leurs homologues allemandes. Il prend finalement le commandement effectif de sa division le 1er avril 1938. Il occupe, à l'automne 1938, quelque temps le poste de chef d’état-major de la 12. Armee (sous les ordres de Wilhelm von Leeb), tenue en alerte pour l'invasion de la Tchécoslovaquie au moment de la crise des Sudètes, et participa ainsi à l'annexion des Sudètes. À cette occasion, il prend d'ailleurs position, au sein de l'armée, en faveur du déclenchement d'un conflit avec la Tchécoslovaquie.

## Seconde Guerre mondiale

### Campagne de Pologne
Promu Generalleutnant le 1er avril 1939, il devient ensuite chef d'état-major de l'Arbeitstab de Gerd von Rundstedt, groupe de travail préparant l'invasion de la Pologne. À l'image du corps des officiers allemands, Manstein approuve cette invasion. Sollicité pour proposer un plan, cet état-major en soumet un au printemps. Pour Benoît Lemay, le plan retenu pour l'offensive Fall Weiss reprend en grande partie ce que cet état-major a proposé, « on peut donc prétendre, à l'instar de certains auteurs, que le plan blanc était avant tout l'œuvre de Manstein ».
Le 26 août 1939, en prévision de l'invasion de la Pologne, il devient chef de l'état-major de la Heeresgruppe Süd (de Rundstedt) qui est chargée de la principale offensive.
Manstein connaît pendant l'invasion de la Pologne (commencée le 1er septembre) l'existence de crimes contre les civils et les prisonniers de guerre commis par la Wehrmacht au cours de celle-ci, notamment par des mémorandums adressés à son état-major ; Manstein durcit un ordre de l'Oberkommando des Heeres contre les Juifs, outrepassant les ordres émanant du quartier général.
L'invasion terminée, l'état-major de la Heeresgruppe Süd est transféré le 24 octobre 1939 sur le front de l'Ouest.

### Proposition d'un plan d'invasion de la France
Manstein demeure le chef d'état-major de Rundstedt commandant la Heeresgruppe A qui se forme sur le front de l'Ouest entre les Heeresgruppen B (au nord) et C (au sud). Le 21 octobre Manstein prend connaissance du plan initial de l'offensive à l'Ouest (Fall Gelb) de l'Oberkommando des Heeres (OKH). Contrairement à la plupart des généraux allemands alors, Manstein n'est pas contre le principe d'une offensive allemande ; il souhaite en tout cas attendre le printemps pour lancer celle-ci afin de bénéficier de conditions atmosphériques favorables et de combler les lacunes de la Wehrmacht. En revanche il est rapidement critique à l'égard du plan proposé par l'OKH, et dès le 31 octobre, avec la participation de ses subordonnés Blumentritt et Tresckow (respectivement chef de la section logistique et chef du bureau des opérations de l'état-major de la Heeresgruppe A) et de son supérieur Rundstedt, il envoie ses critiques et propositions à Brauchitsch et Halder (respectivement commandant en chef et chef d'état-major adjoint de la Heer). Manstein rédigera encore six autres mémoires par la suite.
Pour Manstein, le plan de l'OKH ne cherche pas ou ne pourra pas obtenir la décision, ce qui devrait être la condition d'une telle opération ; pour arriver à une victoire décisive Manstein suggère alors d'effectuer l'effort principal à travers l'Ardenne (au lieu de la plaine belge) en direction de la basse-Somme pour envelopper les Alliés au nord, et il réclame aussi plus de moyens pour le flanc sud, notamment pour y faire une défense offensive.

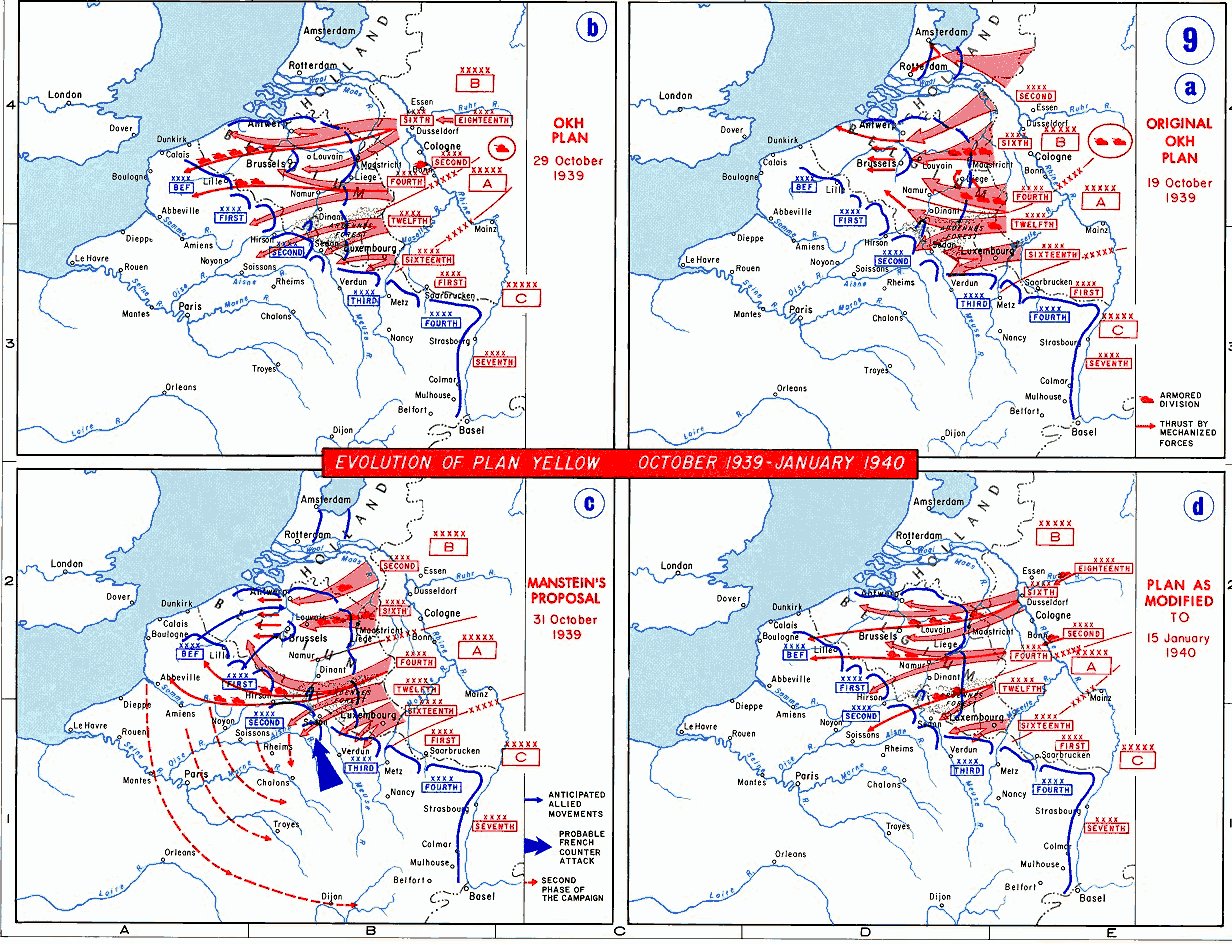
En bas à droite le plan de la Heeresgruppe A ou « plan Manstein ». Les trois autres sont les plans qui furent précédemment adoptés (le plan final n'y figure pas).

Le 9 février 1940, Manstein quitte la Heeresgruppe A car il est nommé à la tête du XXXVIII. Armeekorps, un corps d'armée en formation à Stettin en Poméranie, loin du front de l'Ouest. Pour Manstein, « indubitablement, l'OKH désirait se débarrasser d'un gêneur qui avait osé opposer un plan d'opération au sien ». Ce point de vue est le plus souvent défendu par les historiens (Lemay, Frieser, etc.) et selon lesquels Halder et Brauchitsch s'opposaient aux idées de Manstein et auraient voulu « mettre au placard l'« obstiné indésirable » ». Pour van den Bergh en revanche, rien ne prouve cette affirmation, Manstein figurant dans le journal de Halder dès le 13 octobre 1939, avant même l'envoi du premier plan, comme susceptible de commander un des nouveaux corps d'armée.
Le 24 février, l'OKH diffuse le nouveau plan Jaune, lequel sera appliqué avec succès pendant la bataille de France et surnommé a posteriori « le coup de faux ». Pour Manstein et de nombreux auteurs (Liddell Hart, Horne, Lemay, Frieser, etc.), ce plan a été imposé par Hitler à l'OKH sur la base des idées de Manstein. Ces idées, Halder et Brauchitsch auraient refusé de les transmettre auparavant à Hitler, ainsi il n'en aurait pris connaissance que début février par le biais de Schmundt, chef du bureau de ses aides de camp, et par une entrevue directement avec Manstein le 17 février à la suite de la nouvelle affectation de ce dernier, et aurait alors fait adopter à l'OKH le « plan Manstein », néanmoins privé de la défense offensive du flanc sud. Doughty (de) est moins tranché et voit dans la conception du plan allemand une évolution plus lente et prudente issue des différents efforts de Manstein, Rundstedt, Halder, Brauchitsch, Hitler, etc. Pour Delpla, Manstein n'a fait que conforter Hitler dans ses idées pour l'opération. Pour van den Bergh, les propositions de Manstein n'ont rien apporté au plan final car elles n'étaient pas particulièrement pertinentes, critiquaient certaines de ses conceptions, et par ailleurs rien ne prouve qu'elles aient eu une influence dans le choix final du plan.

### Campagne de France
Le 13 mai 1940, le XXXVIII. Armee-Korps de Manstein est affecté à la Heeresgruppe B et se porte sur Düsseldorf (Rhénanie-du-Nord-Westphalie) puis passe finalement à la Heeresgruppe A le 16. Le 25 mai, il reçoit temporairement le contrôle avec son état-major du XIV. Armee-Korps (mot.), qui tient les têtes de pont d'Abbeville et d'Amiens sur la Somme, lesquelles sont attaquées sans succès par les Alliés.
Puis il retrouve l’unique commandement du XXXVIII. Armee-Korps, composé d'une division de cavalerie et de trois divisions d'infanterie, incorporé à la 4. Armee à la fin du mois de mai, et s'installe à l'ouest d'Amiens. Deux de ses divisions d'infanterie traversent le fleuve le 5 juin 1940 face au secteur de Picquigny, la défense alliée s'effondrant dans les jours qui suivent. Poursuivant son attaque, le XXXVIII. Armee-Korps se dirige vers la Seine, qu'une de ses unités est la première de la Wehrmacht à franchir, le 9 juin. Le 19 juin, Manstein entre au Mans, puis son corps atteint Angers et franchit la Loire, quatorze jours après avoir traversé la Somme.
Après la campagne, l'État Major se déplaça à Sancerre sur la Loire pour se charger de la restructuration de divisions en divisions blindées et divisions motorisées. À partir de juillet, ses troupes se préparent à franchir la Manche, depuis Boulogne - Étaples, dans le cadre de l'Opération Seelöwe, ajournée en septembre.
Le 27 février 1941, il prend la tête du LVI. Armee-Korps (mot.) qui vient d'être formé en Allemagne.

### Front de l'Est

#### Axe nord de l'opération Barbarossa
Son LVI. Armee-Korps (mot.), constitué de trois divisions, est incorporé à la Panzergruppe 4 d'Erich Hoepner, à la Heeresgruppe Nord (Generalfeldmarschall Wilhelm von Leeb). Le corps passe la frontière au nord de Klaipėda le 22 juin 1941, perce les défenses ennemies à midi et ses pointes traversent la Dubysa au soir à 80 km de la frontière, avançant de plus de 170 km en deux jours, Manstein bénéficiant de sa connaissance de la région acquise lors de la Première Guerre mondiale.

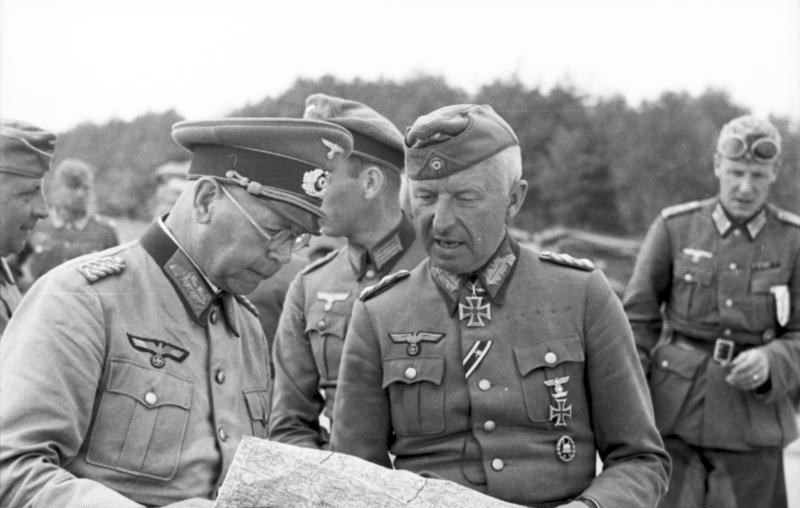
Manstein, au centre, et le chef de la 8. Panzer-Division, Erich Brandenberger, en juin 1941.

Profitant du fait que les Soviétiques concentraient leurs forces en contre-attaquant le XLI. Armee-Korps (mot.) (l'autre corps sous les ordres de Hoepner), il réussit, en misant sur la discrétion, à mener une attaque blindée très en pointe qui permet de saisir les ponts importants sur la Daugava de Grīva (lv) à Daugavpils au matin du 26 juin, après avoir parcouru 300 km depuis le déclenchement de Barbarossa. Manstein désire continuer mais l'entreprise paraît trop risquée à Hoepner. Son corps d'armée, renforcé par la division SS-Totenkopf, reprend son avance le 2 juillet, et franchit la ligne Staline. La progression devient moins aisée du fait du terrain (marécageux) et de la résistance ennemie plus organisée. Les Soviétiques contre-attaquent même le 15 juillet et encerclent le XLI. Armee-Korps (mot.), isolé au sud-est du lac Ilmen, dans la région de Soltsy, lequel doit reculer et bénéficier de l'aide de la SS-Totenkopf pour rétablir la situation. Le corps de Manstein se bat ensuite sur la Louga, pris dans des combats peu mobiles, avant d'être appelé en soutien de la 16. Armee le 16 août alors qu'il s'apprête à rejoindre l'autre corps de Hoepner pour attaquer Léningrad. Atteignant, dans la discrétion, le secteur de Staraïa Roussa, le corps d'armée traverse la Lovat, la Pola et atteint Demiansk, contribuant ainsi à son premier grand encerclement. Au cours de ces opérations, sa voiture saute sur une mine, le laissant toutefois indemne.
Dans ses mémoires, il émet des critiques sur le non-règlement des divergences stratégiques relatives à l'opération Barbarossa entre l‘OKH et Hitler, ainsi que sur la conduite des opérations sur l'axe nord à l'été 1941 par le commandement, regrettant notamment les actions séparées des deux corps motorisés de la Panzergruppe 4, sur un terrain jugé peu adapté aux blindés,.
Le 12 septembre 1941, alors que son corps d'armée est transféré à la Heeresgruppe Mitte, Manstein est promu au commandement de la 11. Armee, en Ukraine, à la Heeresgruppe Süd.

#### Campagne de Crimée
À l'issue d'une campagne marquée par des innovations tactiques et stratégiques d'importance, Manstein se révèle le principal ordonnateur de la campagne de Crimée. Durant cette campagne, Manstein laisse les Einsatzgruppen pratiquer des exécutions massives de Juifs, se rendant coupable de crimes de guerre.

##### Succès de 1941
La 11. Armee, qui vient de franchir le Dniepr inférieur, a alors pour mission de poursuivre sa progression vers l'est afin de prendre Rostov-sur-le-Don, et dans le même temps de s'emparer de la Crimée au sud. Alors qu'une partie de la 11. Armee tente de pénétrer en Crimée par l'isthme de Perekop, l'autre partie détruit et repousse les forces soviétiques entre le Dniepr et la mer d'Azov lors de la bataille de la mer d'Azov. Devant la résistance soviétique, la 11. Armee ne se voit plus fixer qu'une seule mission, celle de s'emparer de la Crimée.
La 11. Armee pénétra en Crimée par l'isthme de Perekop après de difficiles combats, Manstein menant ensuite un rythme de poursuite élevé contre les troupes soviétiques en repli à partir de la fin octobre, s'emparant ainsi rapidement de toute la presqu'île durant le mois de novembre, à l'exception de la forteresse de Sébastopol. Manstein installe son quartier général dans un kolkhoze au nord de Simféropol, ville où seront exécutés plusieurs milliers de Juifs. Il planifie l'attaque du port retranché de Sébastopol pour la fin novembre, date repoussée à la mi-décembre pour des raisons logistiques. Afin de réunir suffisamment de troupes pour l'attaque, il dégarnit les défenses de la Crimée, prétendant dans ses mémoires avoir été conscient du risque pris, à moins qu'il estimât alors l'Armée rouge incapable de mener une contre-offensive. Le 8 décembre, tandis que l’Ostheer reçoit l'ordre de passer à la défensive, l'offensive contre Sébastopol reste d'actualité et débute le 17 décembre 1941, principalement par le nord, Manstein visant le port de la ville. C'est en effet par là qu'arrivent le ravitaillement et les renforts soviétiques, qui disposent de la supériorité navale en mer Noire. Manstein fait également attaquer ses troupes au sud afin de faire diversion en détournant une partie des forces soviétiques.

##### Contre-offensives soviétiques de l'hiver
Alors que la 11. Armee progresse lentement dans les fortifications de Sébastopol où elle s'essouffle, les Soviétiques profitent de la faiblesse des défenses côtières de la Crimée en exploitant leur supériorité navale. Ils effectuent en effet plusieurs débarquements à l'Ouest de la presqu'île, prenant pied à Feodosia, et traversant le détroit de Kertch alors gelé. Le Generalleutnant Hans Graf von Sponeck, chef du XLII. Armee-Korps évacue de la presqu'île de Kertch son unique division, désobéissant à Manstein, qui le démet de ses fonctions, bien qu'il semble que von Sponeck n'ait pas eu le choix. Manstein, après avoir tenté de poursuivre l'offensive contre Sébastopol, doit renoncer et replier ses troupes sur des positions défensives pour en envoyer une partie refouler les Soviétiques.
La situation empire encore le 5 janvier 1942 lorsque les Soviétiques débarquent à Eupatoria, au Nord de la Crimée, obligeant Manstein à détourner une partie de ses renforts vers la ville. Les Soviétiques y sont vaincus quelques jours après. Par la suite, les Allemands et les Roumains parviennent à rétablir la situation dans l'ouest de la Crimée, les Soviétiques n'arrivant plus à progresser réellement, sans toutefois être refoulés de la presqu'île de Kertch. Manstein utilise la toute nouvelle 22. Panzer-Division, envoyée à la 11. Armee, lors de l'offensive du 20 mars 1942 pour réduire un saillant soviétique, qui se termine par un coûteux échec allemand mais affaiblit les Soviétiques dont la dernière offensive de début avril 1942 n'aboutit pas. Le front est figé sur l'isthme de Parpatch.

##### Reprise de Kertch et victoire à Sébastopol

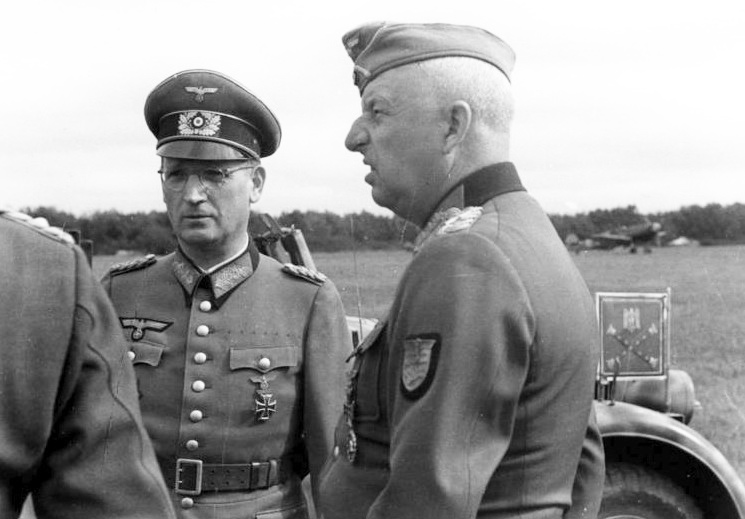
Manstein au semestre 1943, arborant la Plaque de bras Crimée en or.

En prévision de l'offensive d'été allemande dans le Caucase, ordre est donné de « nettoyer » la Crimée de l'Armée rouge. Manstein choisit de réduire la tête de pont soviétique de Kertch avant de retourner son armée vers Sébastopol, pour cela il dégarnit à nouveau les autres secteurs de Crimée, y compris Sébastopol. Il prépare donc l'opération Trappen-Jagd (chasse à la trappe). Il estime, en raison du rapport de forces, qu'il faut détruire les unités soviétiques sur l'isthme de Parpatch, sur le front, plutôt que de les affronter plus en profondeur dans la presqu'île de Kertch où les Soviétiques pourraient mieux utiliser leur supériorité numérique en raison de l'espace plus important. Il choisit d'attaquer au Sud de l'isthme, les Soviétiques ayant massé majoritairement leurs forces au Nord, où se trouve le saillant que Manstein avait essayé en vain de réduire en mars. Une fois percé le front sud sur une certaine profondeur, l'attaque germano-roumaine remontera vers le nord-est pour détruire le gros des forces soviétiques prises à revers, avec une brigade mobile qui se dirigera vers Kertch pour protéger de manière active cette offensive lorsque celle-ci remontera vers le nord-est.
Le 8 mai 1942, les forces allemandes et roumaines déclenchent l'offensive. Selon le général soviétique Chtevenko « les Allemands frappent, percent nos positions et exploitent leurs succès à toute allure [...] le front de Crimée subit une très lourde défaite ». Trappen-Jagd se termine le 18 mai par une complète victoire de la 11. Armee, qui aurait pris 170 000 prisonniers.
La 11. Armee se retourne alors contre la forteresse de Sébastopol, dernier bastion soviétique en Crimée. Bien que les Soviétiques ne puissent plus utiliser leur supériorité navale pour approvisionner le port, du fait de la présence accrue de la Luftwaffe, Manstein choisit à nouveau d'attaquer par le Nord, notamment pour des raisons logistiques, tout en maintenant une attaque au sud. La plus grande concentration allemande d'artillerie très lourde de la guerre est réunie pour attaquer la forteresse.
L'opération, baptisée Störfang (pêche à l'esturgeon), débute le 7 juin 1942. Après avoir percé les ceintures extérieures de défense, Manstein prend à revers la ceinture intérieure par un débarquement d'infanterie à travers la baie de Severnaïa le 29 juin dans la nuit. Le 1er juillet 1942, la victoire acquise, Hitler le promeut Generalfeldmarschall. Le 4 juillet, la dernière poche de résistance se rend, la 11. Armee aurait fait 90 000 prisonniers.
L'opération Fall Blau a alors débuté depuis quelques jours, et a pour but l'invasion du Caucase. Dans un premier temps, la 11. Armee, censée y participer, doit se préparer à traverser le détroit de Kertch avant la mi-août (opération Blücher). Finalement, la 11. Armee reçoit l'ordre de se porter dans le secteur nord du front de l'Est, pour participer au siège de Léningrad, une partie de ses forces restant en Crimée, d'autres partant à la Heeresgruppe Mitte,.

#### Siège de Léningrad, été - automne 1942, Vitebsk

Le saillant créé par l'offensive soviétique de Siniavine. Il sera pratiquement résorbé. En revanche cette offensive soviétique permit d'empêcher Nordlicht, préservant ainsi Léningrad.

Arrivé fin août 1942 sur le front de Léningrad, Manstein prépare son armée à une offensive sur Léningrad : l'opération Nordlicht (aurore Boréale). Manstein compte resserrer l'étreinte sur la ville, en l'attaquant par le sud et couper le ravitaillement effectué par le lac Ladoga en franchissant la Neva de l'est au sud-est de la ville assiégée. Toutefois les Soviétiques ont déclenché avec succès une offensive contre la 18. Armee allemande qui menace de lever le siège de Léningrad. Manstein reçoit de Hitler le commandement des forces du secteur. Il lance alors une contre-attaque au sud et au nord du saillant créé dans le front par les Soviétiques. L'attaque parvient le 21 septembre à couper les bases du saillant. Les forces soviétiques sont entièrement détruites et le terrain presque entièrement repris dans les semaines qui suivent.
Le 25 octobre 1942, Hitler lui annonce son transfert à Vitebsk, au centre du front, pour monter une attaque préventive, sachant qu'une offensive soviétique est en préparation, ainsi qu'il devrait prendre par la suite la tête de la Heeresgruppe A, en remplacement de l’OKH. Manstein passe quelques semaines à Vitebsk, sans avoir pu mener d'attaque, et part le 21 novembre prendre la tête de la Heeresgruppe Don en formation, la 6. Armee étant en passe d'être encerclée à Stalingrad.
Entre-temps, le 29 octobre 1942, Gero, son fils aîné, leutnant au Grenadier-Regiment (mot.) 51, est tué dans la nuit par une bombe aérienne près du lac Ilmen. Pour Manstein, ce serait « le plus rude coup qu'ait pu nous [à lui et sa famille] porter la guerre ».

#### Sauver la sixième armée à Stalingrad et retraite vers l'Ukraine

Situation sur le front de la Heeresgruppe Don, du 19 novembre 1942 avant sa formation et le déclenchement d'Uranus, au 24 décembre 1942, date d'abandon de Wintergewitter.

Le quartier général de la Heeresgruppe Don, à Novotcherkassk près de Rostov sur le Don, devient opérationnel le 27 novembre 1942, Manstein y étant parvenu la veille, ralenti par l'action des partisans et de la météo. La 6. Armee et des éléments épars sont alors encerclés depuis près d'une semaine dans la poche de Stalingrad tandis qu'à l'extérieur les Germano - Roumains de la 4. Panzer-Armee se sont rétablis au sud de l'anneau soviétique, au niveau de Kotelnikovo, l’Armee-Abteilung Hollidt se formant à l'ouest, avec entre les deux la 3e armée roumaine.
Manstein compte réaliser avec la 4. Panzer-Armee et l’Armee-Abteilung Hollidt une percée vers la 6. Armee afin de la sauver de l'anéantissement complet. Il paraît alors d'un « surprenant optimisme ». Toutefois l’Armee-Abteilung Hollidt est trop faible et Manstein estime que les Soviétiques ont face à celui-ci bien plus de divisions que devant la 4. Panzer-Armee. En outre cette dernière n'a pas à franchir le Don comme ce serait le cas pour l’Armee-Abteilung Hollidt, excepté le XLVIII. Armee-Korps, qui tient une tête de pont sur le Don à Nijné Tchirskaïa, à 65 km des assiégés. Celui-ci est donc prévu pour participer à l'opération de sauvetage dénommée Wintergewitter, l'attaque principale devant être le fait de la 4. Panzer-Armee depuis Kotelnikovo à 160 km de la 6. Armee. Dans ses mémoires, Manstein dit avoir réclamé plus de renforts, dont le III. Panzer-Korps engagé dans le Caucase, sans les obtenir totalement ni à temps. Quant à ceux déjà en cours de transfert, ils peinent à arriver et l'opération est retardée de près de dix jours. Dans le même temps les Soviétiques attaquent sur la Tchir inférieure et Manstein doit utiliser le XLVIII. Panzer-Korps pour parer la menace.
Wintergewitter se déclenche donc sans ce corps d'armée le 12 décembre 1942, plus tard que prévu mais surprenant toutefois les Soviétiques et progresse rapidement, mais la Stavka fait parvenir des renforts et l'offensive s'enlise à moins de 50 km des assiégés.
Le 18 décembre 1942 ou le 19, Manstein envoie alors un homme de son état-major dans le Kessel,, affirmant dans ses mémoires que c'était pour demander à Paulus de préparer une percée avec sa 6. Armee dans le cadre de Wintergewitter (approuvée par Hitler) puis de continuer en évacuant ses positions (opération Donnerschlag), estimant qu'il n'était pas possible de tenter à la fois une percée sans devoir abandonner Stalingrad les jours suivants, espérant ainsi que l'effort de la 6. Armee bénéficiera à la 4. Panzer-Armee qui serait débloquée, que les deux armées puissent se rejoindre. Manstein dit avoir ordonné à Paulus de percer le lendemain, sans demander d'abandonner Stalingrad pour l'instant, second ordre que Manstein dit penser envoyer dès la percée effectuée. Mais selon l'historien Antony Beevor « il ne fit tenir à Paulus aucune instruction précise » se refusant à « prendre la responsabilité d'une désobéissance aux ordres de Hitler », Hitler qui refuse que la 6. Armee quitte Stalingrad, tout en acceptant au départ, selon Manstein, une percée de celle-ci avant finalement de se rétracter.
Dans le même temps le développement de l'opération Petite Saturne lancée le 19 décembre 1942 dégrade fortement la situation de la Heeresgruppe Don, et la 4. Panzer-Armee, très exposée, finit par reculer à partir du 23, de même que toute la Heeresgruppe Don. Toutefois, Manstein estime alors pouvoir, en obtenant des renforts, (il pense toujours au III. Panzer-Korps dans le Caucase), être en mesure de refaire une nouvelle tentative de sauvetage en direction de Stalingrad, reconnaissant dans ses mémoires que la situation sur le cours supérieur du Don (à la Heeresgruppe B) ne l'aurait pas permise. Manstein doit à ce moment-là jongler entre le devoir pour son groupe d'armées de préserver les arrières puis le repli de la Heeresgruppe A dans le Caucase et la menace d'être encerclé si les Soviétiques atteignent Rostov sur le Don ou la Mer Noire et le Dniepr après l'effondrement de la Heeresgruppe B. Son groupe d'armées parvient à couvrir l'évacuation de la 1. Panzer-Armee du Caucase au cours de début février, puis Manstein fait replier la 4. Panzer-Armee et l’Armee-Abteilung Hollidt, de plus en plus exposées, sur le Mious.

#### Bataille de Kharkov - Bielgorod

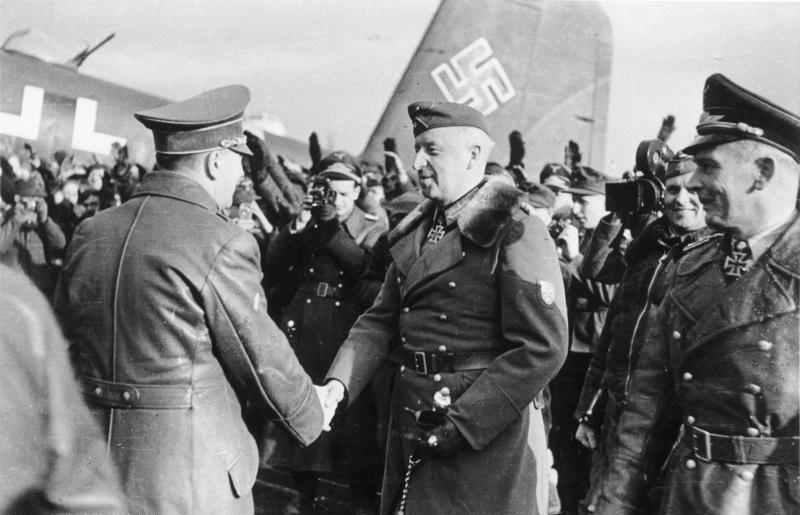
Le 10 mars 1943, Hitler se rend au quartier général de la Heeresgruppe Süd et rencontre Manstein pour préparer les opérations après la fin du dégel.

Cette dernière opération, raccourcissant le front, lui permet de déplacer la 4. Panzer-Armee sur le flanc ouest du groupe d'armées, où se situe la principale menace, celle de la percée soviétique sur le Donetz vers le Dniepr. La 1. Panzer-Armee y a également été envoyée depuis son repli par Rostov sur le Don. Toutefois ces déplacements d'unités prennent du temps et la situation continue à se dégrader, les Soviétiques poussant sur les arrières du groupe d'armées.

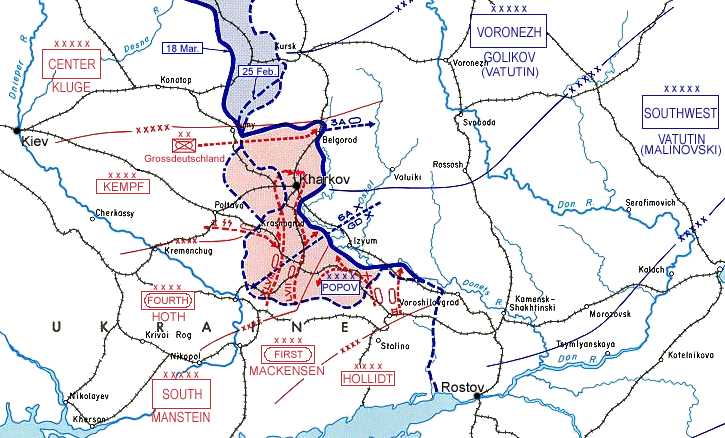
En rouge le terrain reconquis par la contre offensive allemande, du 25 février au 18 mars.

À la mi-février 1943, la Heeresgruppe Don est renommée en Heeresgruppe Süd et reçoit l’Armee-Abteilung Lanz issue de la dissolution de la Heeresgruppe B. L'unité commandée par Hubert Lanz dispose notamment du SS-Panzer-Korps qui arrive peu à peu de France et qui vient d'évacuer Kharkov. Avec la mise en place de la 4. Panzer-Armee qui se termine, Manstein est parvenu à disposer de réserves blindés au nord (SS-Panzer-Korps) et au sud (1. et principalement 4. Panzer-Armeen) de la brèche créée par les Soviétiques qui poursuivent vers le Dniepr. La contre offensive débute le 21 février 1943 contre les unités de l'Armée rouge épuisées et trop étirées. Plusieurs corps blindés et armées soviétiques sont anéantis, début mars la brèche est comblée et le front allemand est rétabli, puis Manstein réoriente l'axe d'attaque des 4.Panzer-Armee et l’Armee-Abteilung Kempf vers le nord, ce qui amène le 14 mars 1943 à la reprise de Kharkov, puis Belgorod, établissant un front le long du Donetz jusqu'à cette dernière ville. Le dégel printanier met fin aux opérations, qui ont stabilisé la situation sur le front allemand et qui ont fait apparaître le saillant de Koursk, lequel sera l'objet des opérations suivantes.

#### Bataille de Koursk

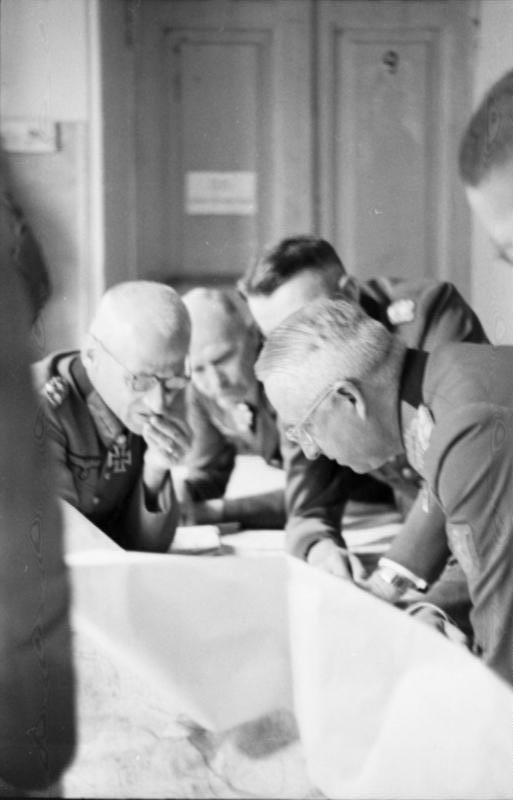
Manstein et Hermann Hoth, le chef de la 4. Panzer-Armee.

Bien que le saillant de Koursk soit une cible évidente pour les Allemands, Manstein propose un autre plan pour la suite des opérations. Il s'agit à nouveau d'une « attaque en retour ». Ainsi, il s'oppose à la mise en œuvre d'une attaque en tenaille, souhaitant rompre le front soviétique dans le saillant pour mener contre les unités soviétiques déployées dans le secteur, une bataille à fronts renversés.
Persuadé que les Soviétiques repasseront à l'attaque vers le Dniepr et le Donbass, Manstein suggère de s'en retirer tout en combattant, puis lorsque les Soviétiques se seront suffisamment enfoncés dans les lignes allemandes, de passer à la contre-offensive grâce à l'intervention de puissantes réserves, et éventuellement si l'opération réussissait, de la poursuivre en attaquant vers le nord. Il est toutefois décidé d'une offensive sur Koursk, prévue initialement dès le dégel (début ou mi-mai), depuis le nord et le sud, la Heeresgruppe Süd de Manstein étant uniquement concernée par celle au sud.
Cette opération risquée fut l'occasion de débats au sein du commandement allemand, les Soviétiques ayant fortement défendu le lieu même de l'assaut. La décision d'attaque semble avoir été prise de manière collégiale avec Hitler, sans que Manstein s'y oppose expressément. L'opération, baptisée Zitadelle, est repoussée à plusieurs reprises pour renforcer les unités allemandes en nouveaux matériels, toutefois les Soviétiques profitent également de ce temps de répit.

##### Zitadelle: l'offensive allemande
Manstein affecte un maximum des forces dont il dispose pour cette attaque. L'offensive débute le 5 juillet 1943, la 4. Panzer-Armee ayant la mission de percer jusqu'à Koursk, via Oboïan et Prokhorovka, Manstein chargeant l’Armee-Abteilung Kempf de défendre offensivement le flanc droit de l'offensive.
Au bout d'une semaine, l'offensive s'enlise mais Manstein espère faire intervenir le XXIV. Panzer-Korps, réserve de l’OKH
et atteindre Koursk et prendre à revers les Soviétiques. Il pense en effet les réserves soviétiques épuisées par les précédents jours de la bataille (en particulier par la bataille de Prokhorovka), toutefois il semble sous-estimer l'arrivée de deux armées soviétiques dans le secteur et la profondeur des défenses adverses. Le 17 juillet 1943, à la suite du débarquement des Alliés en Sicile intervenu quelques jours plus tôt, Zitadelle est arrêtée, une partie des forces devant partir pour l'Italie puis d'autres le lendemain à la Heeresgruppe Mitte à cause de la dégradation du front sur le saillant d'Orel (opération Koutouzov). Le 17, les Soviétiques ont également lancé une opération de diversion sur le Mious, ainsi que sur le Donetz près d'Izioum.
Dans ses mémoires, Manstein impute l'échec de l'offensive aux reports de la date de Zitadelle et au refus du commandement de prendre des risques,.

##### Contre-offensives soviétiques

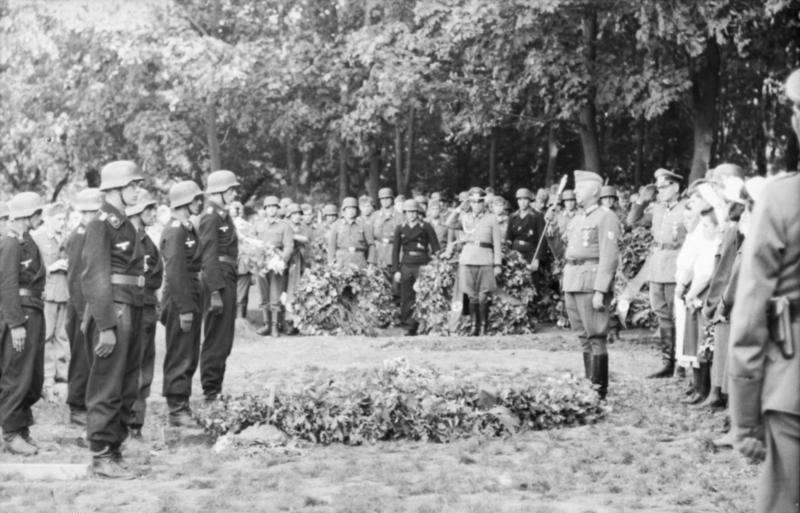
Manstein rend les derniers honneurs au Generalleutnant Walther von Hünersdorff, chef de la 6. Panzer-Division, tué en juillet 1943. Manstein signale dans ses mémoires combien les pertes en officiers durant ces mois ont été élevées.

Manstein pense pouvoir prélever des forces à son aile nord pour faire face aux menaces sur le Donbass que font peser les offensives soviétiques sur le Mious et le Donetz, avant qu'ils ne lancent une contre-offensive sur l'aile nord du groupe d'armées. L'offensive soviétique du 17 juillet 1943 sur le Mious est arrêtée par les réserves allemandes du secteur, puis Manstein fait intervenir des renforts dont le II. SS-Panzer-Korps à la fin du mois qui repoussent ou détruisent leurs adversaires, tandis que l'attaque de l'Armée rouge sur le Donetz est arrêtée par l'envoi du XXIV. Panzer-Korps. Toutefois les Soviétiques profitent de cette dispersion des réserves dès le 3 août 1943 en démarrant l'opération Roumiantsev, sur l'aile nord du groupe d'armées, plus tôt que ne l'aurait pensé Manstein. Bien plus ambitieuse que les précédentes, l'opération soviétique n'est pas enrayée et permet la reprise de Kharkov le 22 août 1943, sans provoquer pour autant d'effondrement chez les Allemands. Sur l'aile sud, une nouvelle offensive soviétique sur le Donbass réussit et réduit à néant les efforts précédents de Manstein pour tenir la région ; il obtient l'autorisation de reculer la nouvelle 6. Armee de celle-ci.
La dégradation de la situation se poursuivant, Manstein fait replier à partir de la mi-septembre la quasi-totalité de ses armées derrière le Dniepr. À ce propos, il écrit dans ses mémoires : « cette retraite, en face d'un ennemi extrêmement supérieur et agressif, fut sans doute l'opération la plus difficile que le groupe d'armées eut à exécuter au cours de cette campagne 1943-44 ». À la fin du mois, la Heeresgruppe Süd est parvenue sur la rive ouest du Dniepr, mais les Soviétiques sont déjà parvenus à y établir deux têtes de pont, que Manstein n'a pas les moyens de repousser.

#### Bataille du Dniepr, défense de l'Ukraine occidentale

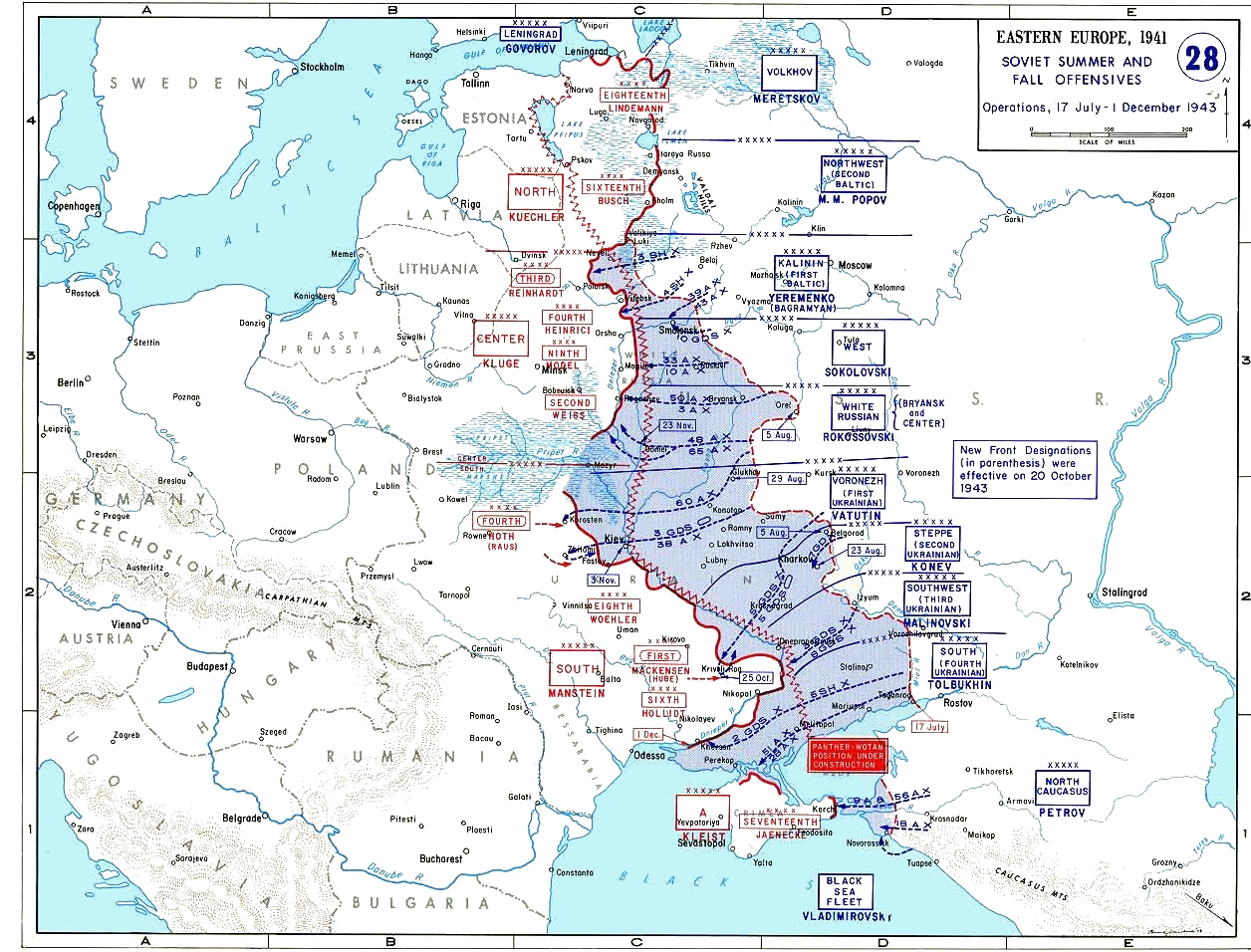
Le recul des Allemands entre le 17 juillet 1943 et le 25 octobre 1943. Les opérations soviétiques suivantes contre la Heeresgruppe Süd se traduisent par l'enfoncement de son aile nord (4. Panzer-Armee), mettant son aile sud dans une situation délicate, n'étant pas autorisée à évacuer les positions sur le Dniepr. Manstein adapta son dispositif, pour éviter d'être pris à revers, en envoyant la 1. Panzer-Armee occuper le vide créé entre la 4. Panzer-Armee et la 8. Armee.

Au mois d'octobre, les Soviétiques utilisent alors l'une de ces têtes de pont et ouvrent une brèche entre la 8. Armee et la 1. Panzer-Armee en direction de Krivoï-Rog. Manstein fait parvenir des renforts et la contre-attaque qui s'ensuit permit de détruire les forces offensives soviétiques et rétablir un front, sans parvenir à rejeter l'Armée rouge au-delà du Dniepr.
Il perd Kiev le 6 novembre 1943 lors d'un franchissement en force du Dniepr par les Soviétiques, qui s'emparent également de Jytomyr à 140 km à l'ouest. Manstein envoie les renforts blindés qu'il vient de recevoir à l'État major du XLVIII. Panzer-Korps qui contre attaque à la mi-novembre avec succès et reprend Jytomyr. Mais à terme, ce sont bien les Soviétiques qui avancent inéluctablement, en particulier dans le secteur de la 4. Panzer-Armee qui est en partie refoulée jusqu'à l'ancienne frontière polonaise en janvier 1944. La situation se détériore alors de plus en plus rapidement avec l'étirement du groupe d'armées, dont « l'aile est » est encore accrochée au Dniepr, que Manstein n'obtient pas l'autorisation d'évacuer. Il privilégie l'aile gauche du groupe d'armées en prélevant des unités sur l'aile droite, car il estime que si la première s'effondre c'est toute la Heeresgruppe Süd et la Heeresgruppe A qui sont directement menacées. Il envoie ainsi la 1. Panzer-Armee sur la gauche de la 4. Panzer-Armee début janvier. Sur son aile gauche ainsi renforcée, de nouvelles contre-attaques remportent des succès contre une brèche ouverte entre les 1. et 4. Panzer-Armeen début janvier 1944.
À ce moment-là sur l'aile droite, une partie de ses troupes (éléments de la 1. Panzer-Armee et 8. Armee) forment un saillant à Korsoun (à l'est de Tcherkassy), dont Hitler lui refusa l'évacuation. Fin janvier, les Soviétiques y encerclent 56 000 Allemands. Hitler demanda à Manstein d'encercler à son tour les Soviétiques. Ce dernier y envoie alors des renforts, prélevés notamment sur l'aile ouest. Ses forces très faibles ne parvinrent pas à percer, ce plan trop ambitieux est abandonné. Finalement une offensive conjointe des encerclés et des forces de secours aboutit à l'évacuation de la poche à la mi-février 1944.
Partout le front du groupe d'armées est repoussé et, à la fin mars la 1. Panzer-Armee est pratiquement encerclée à Kamianets-Podilskyï. Son chef Hans-Valentin Hube, désire évacuer la poche vers le sud, vers le Dniestr, selon Manstein, qui pense que l'avancée soviétique vers le Dniestr condamne cette option. Il lui ordonne d'évacuer vers l'ouest, à travers les lignes soviétiques, afin de rejoindre la 4. Panzer-Armee qu'elle aidera à établir une ligne de défense face à l'est. Le 30 mars 1944, Manstein est relevé de ses fonctions par Hitler, décision effective le 2 avril 1944. Dans ses mémoires, il écrit que Hitler aurait justifié sa décision par le fait « qu'il n'existait plus de mission pour moi », « qu'il ne pouvait plus s'agir que d'une défense pied à pied », « l'époque des opérations de grand style, auxquelles j'étais particulièrement apte, était révolue sur le front oriental ».

## Suite et fin de la guerre, après guerre
Manstein est soigné près de Breslau pour un problème à l'œil et passe sa convalescence près de Dresde, puis prend sa retraite. Bien qu'il n'ait pas été impliqué dans le complot du 20 juillet, il semble qu'il en ait deviné l'existence, et il prend soin de s'éclipser à la campagne pour ne pas être soupçonné de la moindre action politique. Croyant toujours en la victoire de l'Allemagne, il achète un domaine en Prusse-Orientale à l'automne 1944. À la fin de janvier 1945, il rassemble sa famille qui habite à Liegnitz (désormais Legnica, en Pologne) et l'installe dans l'ouest de l'Allemagne.
Jugé en 1949 et condamné à 18 ans pour crimes de guerre (cf infra), sa peine est réduite à douze ans et il est finalement libéré de manière anticipée en 1953.
En 1955, il devient conseiller pour la nouvelle Armée de l'Allemagne de l'Ouest, la Bundeswehr. Après plusieurs déménagements entre Bonn et Essen, Manstein et son épouse s'installent en 1958 près de Munich.

## Crimes de guerre et contre les civils
Après la guerre, Manstein est accusé et jugé coupable de crimes de guerre.
Selon ses accusateurs, il a participé activement en tant que commandant de la 11e armée en Crimée aux massacres des populations locales. En novembre 1941, il avait ordonné à ses troupes de participer aux opérations d'« épuration » à Simferopol, aidant au massacre de 11 000 civils Juifs. Il avait ajouté aux ordres d'élimination des « indésirables » que « toutes actions devaient être menées sans arbitraire, égoïsme, sauvagerie et indiscipline, et plus généralement sans mettre en péril l'honneur du soldat ».
Pierre Montagnon, dans son livre La Grande Histoire de la Seconde Guerre mondiale, rappelle un ordre sans équivoque de Manstein, produit à Nuremberg : « Le système judéo-bolchévique doit être exterminé. Le soldat allemand qui entre en Russie doit connaître la nécessité et la valeur du sévère châtiment qui sera infligé à la juiverie… La situation alimentaire de l'Allemagne exige que les troupes soient ravitaillées sur le territoire ennemi, et qu'elles mettent à la disposition de la patrie le plus vaste stock de ravitaillement qu'elles pourront. Dans les villes ennemies, une grande partie de la population devra avoir faim. Aucun témoignage erroné d'humanité ne devra être donné aux prisonniers de guerre ni à la population, à moins qu'ils ne soient au service de l'Armée allemande. »
Selon Benoît Lemay, Manstein ne pouvait ni ignorer ni arrêter les agissements des unités d'Einsatzgruppen accompagnant son armée. S'il n'est pas à l'initiative des massacres de civils commis en Crimée, il aurait fermé les yeux sur ceux-ci et autorisé ses hommes à y participer.
Manstein fut l'un des derniers généraux à passer en jugement, devant un tribunal militaire britannique, en 1949, c'est-à-dire en pleine guerre froide. Le procès eut ainsi une dimension politique : l'URSS et la Pologne demandaient l’extradition de Manstein, tandis qu'au Royaume-Uni des personnalités aussi influentes que Winston Churchill ou Bernard Montgomery exprimèrent leur sympathie pour l'accusé, estimant que le procès relevait d'une volonté d'humiliation, d'un acharnement sur un individu ayant déjà passé des années en prison, ou qu'il s'agissait d'un geste d’apaisement envers l'URSS. La sévérité des charges retenues contre Manstein ne permettait toutefois pas de s'abstenir de le juger.
Manstein fut jugé coupable et condamné à dix-huit ans de prison. Cependant, pour des raisons médicales, il reçut une suspension de peine en 1952. 	Sa peine d'emprisonnement était officiellement finie le 6 mai 1953.

## Mémoires
La réputation de Manstein a grandi encore après-guerre à la suite des travaux de Liddell Hart et de la publication de ses propres mémoires de guerre, Victoires perdues, en 1955. Ce dernier texte est, avec ceux de Heinz Guderian et de Liddell Hart, un des principaux documents visant à exonérer la Wehrmacht de toute implication dans le déclenchement de la guerre et dans les crimes qui y furent commis.
Manstein s'abstient de tout témoignage autre que militaire, sauf quand il s'agit de vouloir se montrer non impliqué dans la brutalité du régime.
Il blâme Hitler pour l'essentiel des erreurs allemandes, et met rarement en cause le professionnalisme du commandement. Il ne remet également jamais en cause les qualités des troupes allemandes, au contraire de celles de ses alliés italiens et, de manière plus mesurée, de ses alliés roumains. Il interrompt son récit au moment où il est révoqué au printemps 1944, ce qui lui permet de ne pas avoir à évoquer ce qu'il savait du complot du 20 juillet 1944.
Cette version de l'histoire, largement répandue au début de la guerre froide, visait à démontrer que :
- Hitler était responsable de la guerre ;
- les généraux s'étaient bornés à obéir aux ordres ;
- la Wehrmacht n'avait jamais pris part aux crimes contre l'humanité[2] ;
- Hitler était le principal responsable des échecs militaires.

Cette vision est demeurée la norme des années 1950 à 1970, avant d'être remise en question par les travaux de nombreux historiens, comme David Glantz dans les années 1980, qui ont remis en cause ces affirmations.